# Дипклоф
Пещера Дипклоф (африк. Diepkloof) — скалистая пещера в Западной Капской провинции, ЮАР. Здесь обнаружены одни из древнейших символических изображений — орнамент в виде параллельных и скрещенных линий, вырезанный на скорлупе яиц страуса. Всего найдены фрагменты до 25 различных скорлуп, каждый размером не более 2-3 см, однако некоторые фрагменты складываются друг с другом, образуя более крупные, в 4-8 см. Изображения датируются 60 000 лет назад.
Известны и более ранние изображения на скорлупе страусовых яиц, найденные в пещере Бломбос и датируемые около 75000 лет назад. Страусовые яйца использовались как ёмкости для воды.

## Описание
Пещера находится примерно в 17 км от побережья Атлантического океана на полузасушливой территории близ города Илендс-Бей примерно в 150 км к северу от Кейптауна. Она расположена в кварцитовом песчанике на останце над рекой Ферлоренфлей (Verlorenvlei).
В пещере обнаружена «наиболее полная и непрерывная хронологическая последовательность данных конца среднего каменного века (MSA) в южной Африке», которая охватывает периоды достилбейской, стилбейской, ховисонс-портской, и пост-ховисонс-портской индустрии (около 130 — 45 тыс. лет назад). Пещера составляет около 25 м в ширину и 15 м в глубину. Исследования опираются на находки в траншее, выкопанной в пещере, размером 16 м в поперечнике и 3,6 м в глубину. Находки состоят из сожжённых и несожжённых органических останков и пепла, происходящих из очагов, отвалов золы и сожжённых подстилок для сна.
Пещеру впервые раскопали в 1973 году Джон Паркингтон и Седрик Поггенпуль. С 1999 года систематическое исследование пещеры проводится в сотрудничестве между факультетом археологии Кейптаунского университета и Институтом праистории и геологии четвертичного периода университета Бордо.

## Местная флора
Сохранение органического материала — древесины, травы, семян, плодов и др. считается «исключительным». Остатки пыльцы позволяют идентифицировать местных животных и растения. В ховисонс-портский период растительность была в основном кустарникового типа (в настоящее время сохранился в основном в горных ущельях и оврагах), представленная такими растениями, как хурма, Кассина, майтенус, сумах и Hartogiella schinoides. Среди горно-африканских деревьев представлены, в частности, фикус, киггелария, подокарп удлинённый и африканский каркас. Отсюда видно, что в палеолите местная растительность была более разнообразной, чем в настоящее время.

## Останки животных
Среди найденных в пещере животных останков — кости млекопитающих, черепах, останки моллюсков, обитающих в приливных зонах. Большинство костей в пещере принадлежат капскому даману, зайцу, капскому землекопу, мелким парнокопытным — стенбоку и грисбоку. Также обнаружены останки животных, проживающих в скалистой местности, в том числе антилопы-прыгуна и антилопы-косули. О наличии в этой местности лугов свидетельствуют останки зебры, гну и конгони. Гиппопотам и большой редунка обитали вдоль ближайшей реки. Предполагается, что в древности морское побережье располагалось ближе к пещере, поскольку в ней также найдены останки чёрного моллюска, гранитных моллюсков-прилипал и капского морского котика. В то же время, несмотря на находки скорлупы яиц страуса, кости страуса в пещере не найдены.
Костные останки черепах в основном принадлежат клювогрудой черепахе, до настоящего времени распространённой на данной территории. Современные черепахи намного крупнее своих сородичей эпохи позднего палеолита.